# Jacobus Sylvius

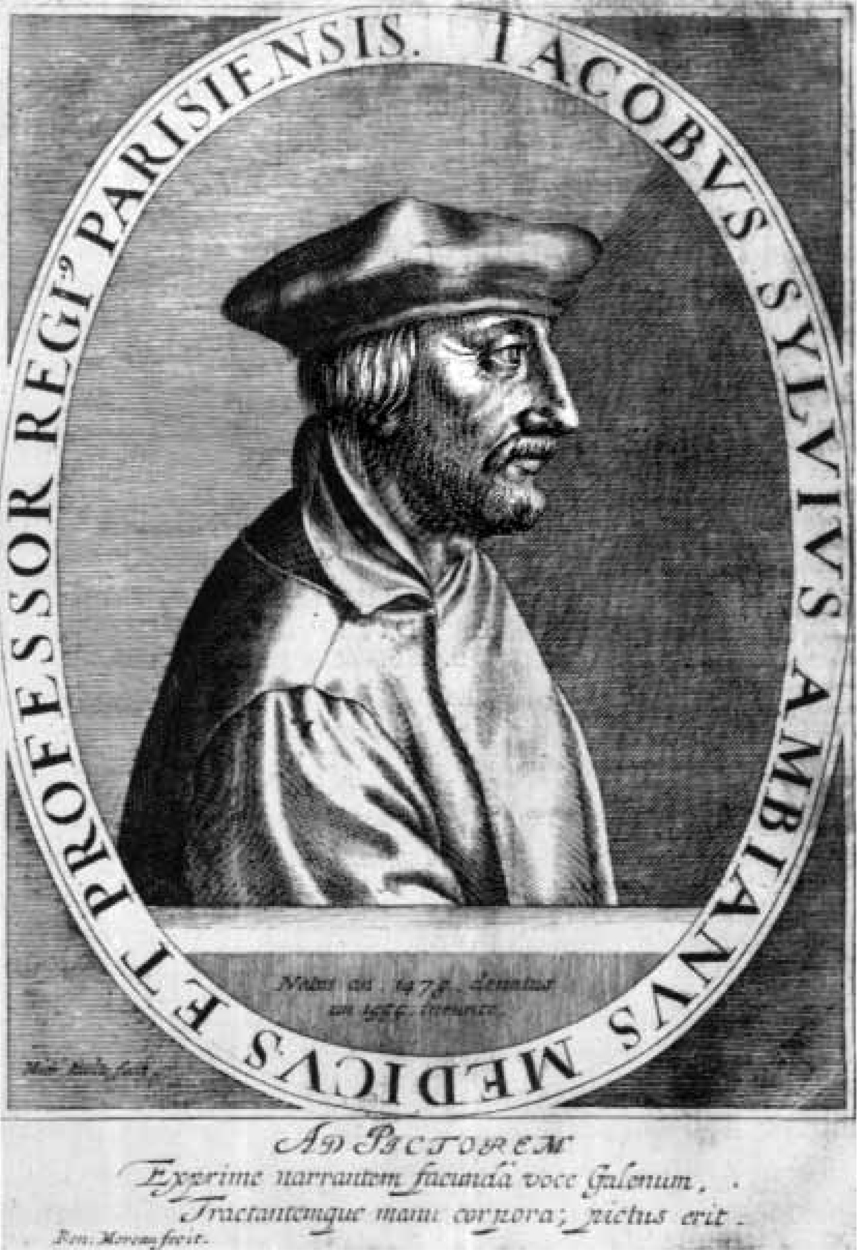
Jacobus Sylvius

Jacobus Sylvius (lateinisch) oder (französisch) Jacques Dubois und (deutsch) Jakob van den Bossche (* 1478 in Lœuilly bei Amiens; † 14. Januar 1555 in Paris) war ein französischer Mediziner und Anatom.
Jacques Dubois, der Sohn eines Webers, hatte sich geraume Zeit mit Philologie beschäftigt. Er galt als ein trefflicher Kenner der lateinischen und griechischen Sprache und hatte auch Erfahrung im Hebräischen. Er verfasste eine französische Grammatik.
Dann studierte er Medizin in Paris und hielt dort seit 1529 als Baccalaureus und seit 1531 als Doktor anatomische Vorlesungen. Sein Schüler Andreas Vesalius war davon enttäuscht, wie dieser es wohl auch vom Anatomieunterricht des Johann Winther von Andernach an derselben Fakultät war. Jacques Dubois machte Entdeckungen in der Anatomie, war einer der Erstbeschreiber der Venenklappen und erfand die Injektion.
Als Sylvius 1551 festgestellt hatte, dass sich einige anatomische Befunde nicht mit denen des um 200 gestorbenen Anatomen Galen vereinbaren ließen, nahm er eine Veränderung der Natur und der Organe an, statt an Galens Autorität, dessen Angaben zur menschlichen Anatomie vor allem auf Untersuchungen an Tieren beruhen, zu zweifeln.
Nach ihm ist eine in jede Hälfte des menschlichen Großhirns von der Basis hereindringende Spalte benannte, die Sylviussche Grube (Fossa Sylvii) und die Sylvische Wasserleitung.
Wie Johann Winter von Andernach kann Dubois als Vertreter der Pariser Galen-Renaissance bezeichnet werden.

## Schriften und Ausgaben
- Jacobi Sylvii Ambiani In linguam gallicam isagōge, una cum eiusdem Grammatica latino-gallica, ex hebræis, græcis et latinis authoribus, R. Estienne, Paris, 1531.  Grammaire (1531). Iacobi Syluii Ambiani in linguam Gallicam Isagoge, una cum eiusdem grammatica latino-gallica, ex hebraeis, graecis et latinis authoribus. Introduction à la langue française avec une grammaire latino-française inspirée des auteurs hébreux, grecs et latins par Jacques Dubois d'Amiens, hrsg. von Colette Demaizière, Genf 1998.
- Liber de ordine et ordinis ratione in legendis Hippocratis et Galeni libris. 1539; Neuausgabe: Ordo et ordinis ratio in legendis Hippocratis et Galeni libris. Aegidius Gorbinus, Paris 1561.
- Victus ratio, scholasticis pauperibus paratu facilis et salbris. Paris 1542 und öfter; unter anderem in Jacobi Sylvii […] Opera medica […]. Köln 1630, S. 187–191.[7]
- Morborum internorum pene omnium curatio brevi methodo comprehensa ex Galeno praecipue et M. Gattinaria. 1545.
- Qualem virum pharmacopolam esse conveniat. Abgedruckt im Anhang von Valerius Cordus: Dispensatorium pharmacorum omnium, quae in usu potissimum sunt. Nürnberg 1546.
- In Hippocratis et Galeni Physiologiae partem anatomicam isagoge, per Jacobum Sylvium Medicum, Christian Wechel, Jacob Gasell, 1541; Aegidius Gorbinus, Paris 1561.
- Isagoge in libros Hippocratis et Galeni anatomicos. 1555.
- De Medicamentorum Simplicum delectu, praeparationibus, mistionis modo, libri tres, Tornaesium, Londres, 1548. Digitalisierte Ausgabe der Universitäts- und Landesbibliothek Düsseldorf
- Pharmacopœia, seu de medicamentorum simplicium delectu, praeparationibus, mistionis modo libri tres : cum indice .... Lugduni : Gul. Rovillius, 1565 Digitalisierte Ausgabe der Universitäts- und Landesbibliothek Düsseldorf
- De studiosorum et eorum, qui corporis exercitationibus addicti non sunt, tuenda valetudine. Douai 1574 (wohl eine Neuausgabe von Victus ratio, scholasticis pauperibus paratu facilis et salbris, Paris 1542).
- La pharmacopee de Me Iacques Sylvius, divisee en trois livres. Dont le I. traite de la maniere de bien choisir les simples. Le II. de les preparer. Le III. de faire les compositions. Paris : Veuve Remy Dallain, 1625. Digitalisierte Ausgabe der Universitäts- und Landesbibliothek Düsseldorf
- Introduction sur l’anatomique partie de la phisiologie d’Hippocras et Galien faite par Jaques Sylvius lecteur du Roy en Medicine à Paris. Hulpeau, Paris 1555.